# Lignol
Lignol é uma comuna francesa na região administrativa da Bretanha, no departamento Morbihan. Estende-se por uma área de 37,75 km². Em 2010 a comuna tinha 869 habitantes (densidade: 23 hab./km²).